# Diosa (monosacárido)
Una diosa es un monosacárido compuesto por dos átomos de carbono. Puesto que la fórmula química general de un monosacárido no modificado es (C·H2O)n, donde "n" presenta un valor de 2 o más, las diosas no se ajustan estrictamente a la definición formal de monosacárido. Sin embargo, también se acepta como el azúcar de estructura más básica. De hecho, solo es posible una forma de diosa, el glicolaldehído (hidroxietanal), que es una aldodiosa, ya que, al poseer únicamente dos carbonos, no es posible la formación de cetodiosas.